# Aura (médecine)

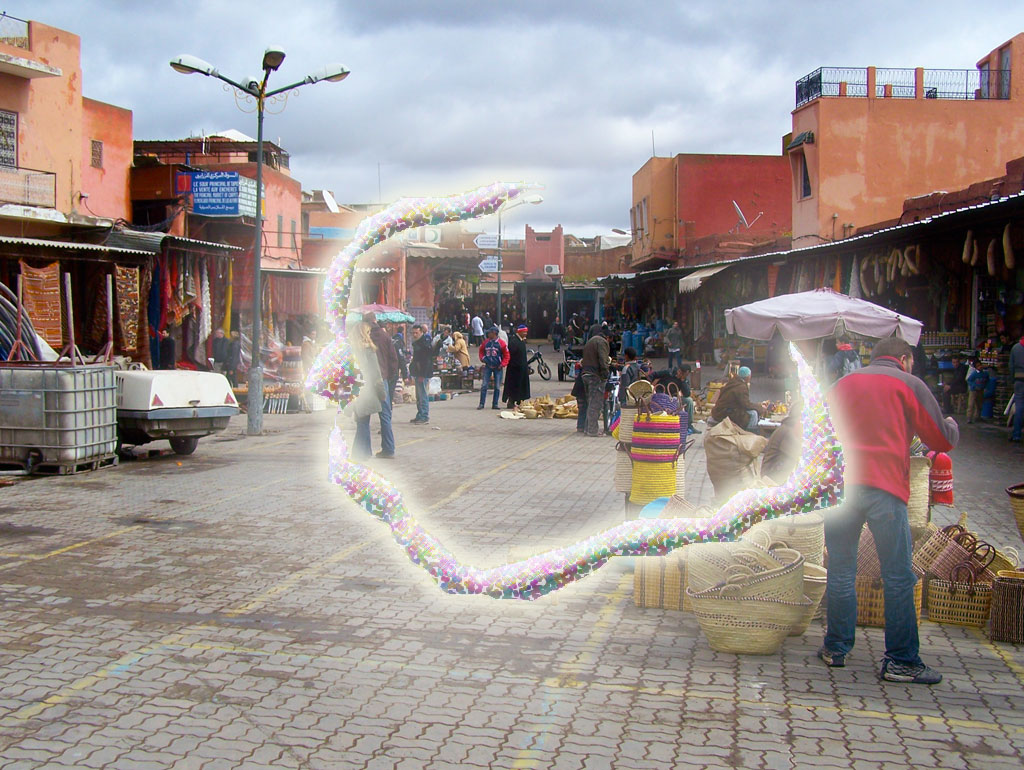
Aura migraineuse/scotome scintillant : représentation approximative produite à l'aide d'un éditeur d'images, reproduisant l'effet d'une aura migraineuse sur la vision d'un patient. L'image est un modèle de ce que l'auteur a vu pendant qu'il souffrait du scotome scintillant.

Pour les articles homonymes, voir Aura.
L'aura en médecine est un ensemble de symptômes divers caractérisant - pour une personne donnée - l'arrivée probable d'une migraine.
Les symptômes de l'aura peuvent inclure des phénomènes visuels tels que des éclairs de lumière, des lignes ondulées, des points lumineux ou des zones aveugles temporaires. Cela peut également s'accompagner de symptômes sensoriels tels que des picotements, des engourdissements, des difficultés de langage ou des troubles moteurs.
L'aura d'une migraine peut durer de quelques minutes à une heure. Toutes les migraines ne présentent pas d'aura, et les symptômes peuvent varier d'une personne à l'autre.